# Kitab al-istibsar
Kitab al-istibsar és una obra geogràfica anònima (títol complet Kitab al-istibsar fi adjaib al-amsar). L'autor se suposa que fou un marroquí que vivia a la segona meitat del segle xii. L'obra descriu la Meca i Medina, i dona algunes referència d'Egipte, Magrib i Bilad al-Sudan. Fou traduïda per A. von Kremer (publicada a Viena 1852) i millor per E. Fagnan (Constantina, 1900).